# Georg Martin Ignaz Raab

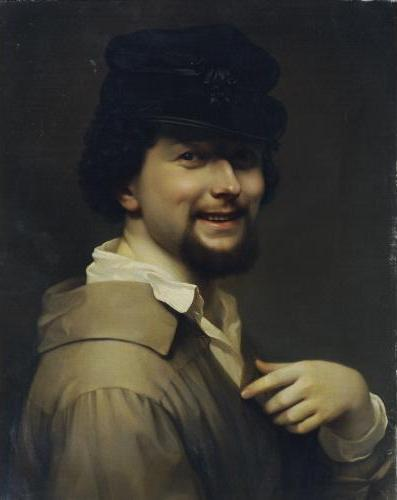
Georg Martin Ignaz Raab, självporträtt.

Georg Martin Ignaz Raab, född den 1 februari 1821 i Wien, död där den 31 december 1885, var en österrikisk målare.
Raab, som var lärjunge till Leopold Kupelwieser, målade kvinnliga idealfigurer (Debora, Mignon, Damen med vita slöjan, den sistnämnda i museet i Wien) och blev mycket berömd för sina porträtt i miniatyr.